# 15. Festival des politischen Liedes
15. Festival des politischen Liedes es un álbum en directo de canción protesta interpretada por artistas de diversas nacionalidades, grabado en febrero de 1985 en el contexto de la decimoquinta edición del Festival de la canción política (en alemán: Festival des politischen Liedes) organizado por la Juventud Libre Alemana (FDJ) en el este de Berlín, en la época de la República Democrática Alemana.
Dentro de los intérpretes de habla hispana en el álbum se encuentran el cantautor cubano Silvio Rodríguez, además de los chilenos Quilapayún, estos últimos exiliados en Europa producto de la dictadura militar de Chile.

## Lista de canciones
| 15 Festival des politischen liedes |                            |                  |                           |          |  |
| N.º                                | Título                     | Música           | Intérprete                | Duración |  |
| 1.                                 | «Standing With The Union»  |                  | San Francisco Mime Troupe | 3:22     |  |
| 2.                                 | «Mundlerere»               |                  | Sanuel Munguambe          | 2:37     |  |
| 3.                                 | «Luz negra»                | Eduardo Carrasco | Quilapayún                | 3:53     |  |
| 4.                                 | «Auschwitz 45»             |                  | Urszula Und Budka Suflera | 2:15     |  |
| 5.                                 | «In Principio Era L'uomo»  |                  | Leoncarlo Settimelli      | 5:12     |  |
| 6.                                 | «Mouth Music - Reel»       |                  | Kinvara                   | 1:44     |  |
| 7.                                 | «On Which Side Are You On» |                  | Dick Gaughan              | 2:38     |  |
| 8.                                 | «Es Ist An Der Zeit»       |                  | Eric Bogle                | 4:27     |  |
| 9.                                 | «Cuando digo futuro»       | Silvio Rodríguez | Silvio Rodríguez          | 3:28     |  |
| 10.                                | «Du Meine Hoffnung»        |                  | Meridan                   | 3:03     |  |
| 11.                                | «Commandante Celia»        |                  | Cutumay Camones           | 6:08     |  |
| 12.                                | «Mudando de conversa»      |                  | Mauricio Tapajos          | 2:10     |  |
| 13.                                | «Gib Deine Hand In Meine»  |                  | Oktoberklub               | 2:29     |  |
| 43:26                              |                            |                  |                           |          |  |